# 曲励起
曲 励起（まがり れいき、1924年（大正13年）11月13日 - ）は、日本の囲碁棋士。三重県出身、日本棋院所属、岩本薫九段門下、九段。囲碁選手権戦優勝など。力戦・乱戦派の棋風。2005年現役引退。

## 経歴
松阪市生まれ。叔父の曲篤次郎は、広瀬平治郎門下で、岩本薫の兄弟子にあたる。1934年岩本薫に最初の弟子として入門、内弟子となる。1942年初段、同年二段。1943年に徴用で石川島造船所に勤め、1944年に徴兵で中国へ出兵。1946年三段。
1948年日本棋院開館記念青年棋士選手権戦で、決勝で藤沢秀行に敗れ準優勝。1949年五段。1954年七段。1955年第10期本因坊戦リーグ入り、その後通算5期リーグ入り。1956年第2期最高位リーグ戦入りし、5勝2敗1ジゴ。同年、第1期早碁名人戦で、決勝で坂田栄男に0-2で準優勝。1957年八段。1959年囲碁選手権戦で、決勝で杉内雅男を2勝1ジゴで破り優勝。1961年日中囲碁交流訪中団参加。1974年九段。同年日本棋院選手権戦ベスト4。1982年棋聖戦最高棋士決定戦出場。
1955年から57年に日本棋院理事を務めた。1975年には岩本薫とともにロンドン囲碁センター発会式など、1か月間訪欧。1997年、日本棋院から大倉喜七郎賞を受賞。2005年6月に引退。
1977年の宮沢吾朗との第33期本因坊戦三次予選(決勝)の対局は、強烈な戦いの連続の碁であり、『打碁鑑賞シリーズ 宮沢吾朗』に収録されているほか、囲碁将棋チャンネルの番組『記憶の一局』で、下島陽平の「生涯の『記憶の一局』四局のひとつ」として紹介され、また同番組で宮沢吾朗本人も自身の『記憶の一局』の一局としてあげた。

### タイトル歴
- 囲碁選手権戦 1959年

### 他の棋歴
- 青年棋士選手権戦 準優勝 1948年
- 日本棋院早碁名人戦 準優勝 1956年
- 囲碁選手権戦 準優勝・高松宮賞 1966年
- 本因坊リーグ5期（1954、61、71、76-77年）
- 日中囲碁交流 1961年 8-0

## 著作
- 『うそ手の発見』東京創元社 1956年
- 『俗筋の手直し-アマチュアの盲点を衝く』日本棋院 1956年
- 『やさしい碁の考え方-アマチュアの盲点を指摘する』日本棋院 1962年
- 『アマチュアの碁の盲点』実業之日本社 1963年
- 『俗筋を正しく』日本棋院 1964年
- 『囲碁の楽しみ方-早くあなたを初段にしたい』西東社 1966年
- 『囲碁の入門から初段まで』東栄堂 1967年
- 『現代囲碁大系〈第29巻〉曲励起・加納嘉徳・榊原章二・加田克司』1981年